# Javier Moliner Gargallo
Javier Moliner Gargallo (Castellón de La Plana, 30 de marzo de 1975) es un empresario y político español. Fue concejal del Ayuntamiento de Castellón desde 2001 y fue el primer vicealcalde de la ciudad en la legislatura 2007-2011. También fue presidente de la Diputación de Castellón entre 2011 y 2019. En 2019, dejó la política para volver a la empresa privada y en estos momentos es el presidente de Enraíza Corporate, un vehículo de inversión que él mismo fundó.

## Formación
Moliner es Ingeniero Industrial por la Universidad Jaime I de Castellón y Titulado Superior en Seguridad Industrial por la Universidad Politécnica de Cataluña. Antes de volcarse de lleno en la actividad municipal, desarrolló su profesión en ejercicio libre y fue profesor, desde 2001 a 2005, de la Universidad Jaime I en el área de Ingeniería Eléctrica. En el Ayuntamiento de Castellón desarrolló su actividad en las áreas de urbanismo, movilidad y sostenibilidad.

## Trayectoria política
Javier Moliner entró en política de la mano del anterior President de la Generalidad Valenciana, Alberto Fabra, en el área de urbanismo que regentaba el propio Fabra en el Ayuntamiento de la capital de la Plana. En 2005, a la edad de 29 años, Moliner pasó a llevar la cartera de Urbanismo y más tarde llegó a ser el primer Vicealcalde de Castellón en 2007. 
En junio de 2011 tomó posesión como Presidente de la Diputación de Castellón, cargo que revalidó en 2015, imponiendo un estilo de gobierno basado en el apoyo a municipios, la ajustada gestión económica y el pacto permanente con la oposición
El congreso provincial del Partido Popular de Castellón, celebrado en Castellón de La Plana en julio de 2012, eligió a Moliner como nuevo presidente del Partido Popular de Castellón con el 97,6% de los votos. Cargo que desempeñó hasta junio de 2017, tras decidir voluntariamente no presentarse a la reelección y abandonar la política activa en el 14 Congreso del Partido Popular de la Provincia de Castellón, donde resultó elegido Miguel Barrachina Ros.  
Entre 2014 y 2018 fue elegido presidente de la Asociación Europea de Gobiernos Locales Intermedios Partenalia que representa a las provincias ante los organismos de la Unión Europea.